# Sibel Şimşek
Sibel Şimşek (Osmancık, Çorum, 10 d'octubre de 1984) és una esportista turca, tres vegades campiona d'Europa en halterofília, en la categoria 63 kg, els anys 2009, 2010 i 2012.